# Antheraea tonkinensis
Antheraea tonkinensis är en fjärilsart som beskrevs av Eugène Louis Bouvier 1936. Antheraea tonkinensis ingår i släktet Antheraea och familjen påfågelsspinnare. Inga underarter finns listade i Catalogue of Life.